# James W. Stone
James W. Stone (* 1813 in Taylorsville, Kentucky; † 13. Oktober 1854 ebenda) war ein US-amerikanischer Politiker. Zwischen 1843 und 1853 vertrat er zweimal den Bundesstaat Kentucky im US-Repräsentantenhaus.

## Werdegang
James Stone besuchte die öffentlichen Schulen seiner Heimat. Nach einem anschließenden Jurastudium und seiner Zulassung als Rechtsanwalt begann er in diesem Beruf zu arbeiten. Politisch war er Mitglied der Demokratischen Partei. In seiner Heimat bekleidete er zunächst einige lokale Ämter, ehe er in den Jahren 1837 und 1839 in das Repräsentantenhaus von Kentucky gewählt wurde.
Bei den Kongresswahlen des Jahres 1842 wurde Stone im fünften Wahlbezirk von Kentucky in das US-Repräsentantenhaus in Washington, D.C. gewählt, wo er am 4. März 1843 die Nachfolge von John Burton Thompson antrat. Da er bei den Wahlen des Jahres 1844 gegen Bryan Rust Young von der Whig Party verlor, konnte er bis zum 3. März 1845 zunächst nur eine Legislaturperiode im Kongress absolvieren. Diese Zeit war von den Spannungen zwischen Präsident John Tyler und den Whigs geprägt. Außerdem wurde damals bereits über eine mögliche Annexion der seit 1836 von Mexiko unabhängigen Republik Texas diskutiert.
Bei den Kongresswahlen des Jahres 1850 wurde Stone erneut für den fünften Distrikt in den Kongress gewählt, wo er am 4. März 1851 John Burton Thompson wieder ablöste, der ebenfalls zwischenzeitlich in das Repräsentantenhaus zurückgekehrt war. Bis zum 3. März 1853 konnte Stone eine weitere Legislaturperiode im Kongress verbringen. Diese war von den Diskussionen um die Frage der Sklaverei im Vorfeld des Bürgerkrieges bestimmt. Im Jahr 1852 unterlag James Stone bei den Kongresswahlen Clement S. Hill, dem Kandidaten der Whig Party. Er starb am 13. Oktober 1854 in seinem Geburtsort Taylorsville.